# 阿斯帕赫 (上奥地利州)
阿斯帕赫是奥地利上奥地利州因河畔布劳瑙县的一个市镇。总面积31.45平方公里，总人口2373人，人口密度75.5人/平方公里（2011年）。